# Tarık Çamdal
Osman Tarık Çamdal (* 24. März 1991 in München) ist ein deutsch-türkischer Fußballspieler, der neben der deutschen auch die türkischen Staatsangehörigkeit besitzt.

## Karriere

### Jugend
Çamdal begann mit dem Fußballspielen auf Initiative seines Vaters beim Ingolstadt Türkgücü. Hier betreute sein Vater die Jugendmannschaft und nahm auch seinen Sohn in die Mannschaft auf. Mit 13 Jahren wechselte er zum MTV Ingolstadt. Mit dieser Jugendmannschaft dieses Vereins spielte er gegen die Jugendmannschaft vom TSV 1860 München. Direkt im Anschluss an diese Partie unterbreiteten die Verantwortlichen von TSV 1860 München Çamdal ein Transferangebot. Da Çamdals Vater seinen Sohn aber nicht ins Fußballinternat bringen wollte, fuhr er seinen Sohn zu jeder Trainingseinheit nach München. Beim TSV 1860 München durchlief er die Nachwuchsmannschaften von der U13 bis zur U19. Im Sommer 2009 wurde er von Trainer Ewald Lienen eingeladen, die Saisonvorbereitung mit der Profimannschaft zu bestreiten. Im Anschluss wurde Çamdal in den Profikader der Münchner Löwen berufen und erhielt einen Vertrag bis 2013.

### TSV 1860 München
Am 7. August 2009 hatte er seinen ersten Einsatz im Herrenbereich. In der Regionalligapartie der U23 der Sechzger gegen Hessen Kassel stand Çamdal in der Startaufstellung und schoss zwei Tore.
Am 12. September 2009 wurde er in der Zweitligabegegnung der Sechzger gegen Greuther Fürth in der Halbzeitpause eingewechselt und kam dadurch zu seinem ersten Einsatz im Profifußball. Auch in drei folgenden Ligapartien kam er zum Einsatz, danach wurde er in die zweite Mannschaft zurückversetzt. Er saß zwar im weiteren Saisonverlauf einige Male bei den Profis auf der Bank, kam aber nicht mehr zum Einsatz. Für die zweite Mannschaft bestritt er in der Spielzeit 2009/10 insgesamt 22 Spiele, konnte seinen beiden Treffern im Auftaktspiel aber keinen weiteren hinzufügen. Darüber hinaus kam er auch noch viermal in der U19 zum Einsatz.
In der Spielzeit 2010/11 kam er in der Hinrunde ausschließlich in der Zweitvertretung der Löwen zum Einsatz, er bestritt bis zum Winter 18 Spiele. Am 21. Januar 2011 kam er beim Spiel in Osnabrück zu seinem Comeback in der Zweitligamannschaft. Bis Saisonende kam er auf acht weitere Einsätze, dabei wurde er jedes Mal ein- oder ausgewechselt. Für die Zweitvertretung spielte er in Rückrunde dreimal.

### Eskişehirspor
Im Sommer 2011 wechselte er zu Eskişehirspor in die türkische Süper Lig. Sein erstes Pflichtspiel absolvierte er am 30. September 2012 gegen IBB, als er in der 89. Spielminute eingewechselt wurde.

### Galatasaray Istanbul
Çamdal, dessen Vertrag im Sommer 2014 endete, wurde bereits im Frühjahr 2014 von Galatasaray Istanbul umworben. Da er sich weigerte seinen Vertrag mit Eskişehirspor zu verlängern und den Wunsch äußerte zu Galatasaray wechseln zu wollen, wurde er zusammen mit seinem Teamkollegen Veysel Sarı aus dem Mannschaftskader suspendiert. Nachdem sich Eskişehirspor mit Galatasaray nicht einigen konnte, stimmte Çamdal einer Vertragsverlängerung mit Eskişehirspor ein. So wurde sein Vertrag bis 2018 verlängert. Im Sommer 2014 bemühte sich Galatasaray erneut um eine Verpflichtung Çamdals, scheiterte aber an der hohen Ablösesumme. Nachdem lange Zeit die Transferverhandlungen ausgesetzt wurden, verpflichtete Galatasaray ihn gegen Ende der Sommertransferperiode.
Am 16. Januar 2019 gab Galatasaray die Vertragsauflösung von Çamdal bekannt.

### Eskişehirspor
Kurz vor Ende der Sommertransferperiode 2016 wurde der Außenverteidiger an Eskişehirspor ausgeliehen.

### Antalyaspor
Nachdem Çamdal trotz längerer Zeit ohne Pflichtspieleinsatz und etlicher Kadersuspendierungen, auf die Erfüllung seines Vertrages beharrte und dieses Verhalten lange Zeit in den Medien themasieirt wurde, einigte er sich in der Wintertransferperiode 2018/19 mit dem Verein auf eine vorzeitige Vertragsauflösung. Anschließend einigte er sich innerhalb der gleichen Transferperiode mit dem Erstligisten Antalyaspor bis zum Saisonende.

### FC Fatih Ingolstadt
Nachdem er in der Türkei zuletzt in der dritten Liga bei Sarıyer SK gespielt hatte, kehrte Çamdal im September 2024 aus familiären Gründen nach Ingolstadt zurück und schloss sich dem Bezirksligisten FC Fatih Ingolstadt an. Im März 2025 wurde bekannt, dass Camdal den Verein nach dieser Saison verlassen will.

### Nationalmannschaft
Nachdem er bei Eskişehirspor einen erfolgreichen Start feierte und über mehrere Wochen zu überzeugen wusste, wurde er im November 2013 im Rahmen zweier Testspiele zum ersten Mal in seiner Karriere vom Nationaltrainer Fatih Terim in das Aufgebot der türkischen Nationalmannschaft nominiert. Er gab im Testspiel vom 15. November 2013 gegen die Nordirische Nationalmannschaft sein Länderspieldebüt.

## Erfolge
Eskişehirspor
- Tabellenfünfter der Süper Lig: 2011/12
- Türkischer Pokalfinalist: 2013/14

Galatasaray Istanbul
- Türkischer Meister: 2014/15, 2017/18
- Türkischer Fußballpokalsieger: 2014/15, 2015/16